# サンボマスターは君に語りかける
『サンボマスターは君に語りかける』（サンボマスターはきみにかたりかける）は、2005年1月19日にMASTERSIX FOUNDATIONからリリースされたサンボマスターのメジャー2枚目のオリジナル・アルバム。

## 解説
シングル表題曲を4曲収録、オリコンチャート5位を獲得したアルバム。
音楽ライター・北沢夏音による特別寄稿「サンボマスターは昨日の廃墟を打ち捨てて今を生きろと君に語りかける」が掲載されている。

## 収録曲
| 全作詞・作曲: 山口隆、全編曲: サンボマスター。 |                                                                |        |            |      |
| #                                              | タイトル                                                       | 作詞   | 作曲・編曲 | 時間 |
| 1.                                             | 「歌声よおこれ」                                               | 山口隆 | 山口隆     | 5:12 |
| 2.                                             | 「青春狂騒曲」                                                 | 山口隆 | 山口隆     | 4:44 |
| 3.                                             | 「これで自由になったのだ」                                     | 山口隆 | 山口隆     | 3:18 |
| 4.                                             | 「美しき人間の日々」(サンボマスターは君に語りかけるバージョン) | 山口隆 | 山口隆     | 3:30 |
| 5.                                             | 「夜が明けたら」                                               | 山口隆 | 山口隆     | 5:51 |
| 6.                                             | 「欲望ロック」                                                 | 山口隆 | 山口隆     | 2:39 |
| 7.                                             | 「想い出は夜汽車にのって」                                     | 山口隆 | 山口隆     | 4:30 |
| 8.                                             | 「週末ソウル」                                                 | 山口隆 | 山口隆     | 4:30 |
| 9.                                             | 「あなたが人を裏切るなら僕は誰かを殺してしまったさ」           | 山口隆 | 山口隆     | 4:47 |
| 10.                                            | 「マフラーの揺れる間に」                                       | 山口隆 | 山口隆     | 3:54 |
| 11.                                            | 「ふたり」(二人は世界のためにバージョン)                       | 山口隆 | 山口隆     | 4:59 |
| 12.                                            | 「月に咲く花のようになるの」                                   | 山口隆 | 山口隆     | 3:47 |
| 合計時間:                                      | 合計時間:                                                      | 51:41  |            |      |

### 楽曲解説
1. 歌声よおこれ
  - カルピス・カルピスウォーターCMソング。
  - 4枚目のシングルとしてリカット。
2. 青春狂騒曲
  - テレビ東京系アニメ「NARUTO -ナルト-」オープニング・テーマ。
  - 3枚目のシングル。
3. これで自由になったのだ
4. 美しき人間の日々（サンボマスターは君に語りかけるバージョン）
  - 『スペースシャワーTV』2004年度4月期 POWER PUSH!。
  - デビュー・シングル。
5. 夜が明けたら
6. 欲望ロック
7. 想い出は夜汽車にのって
8. 週末ソウル
9. あなたが人を裏切るなら僕は誰かを殺してしまったさ
10. マフラーの揺れる間に
11. ふたり（二人は世界のためにバージョン）
  - 『放課後の性春』収録曲の再レコーディングヴァージョン
12. 月に咲く花のようになるの
  - 映画「恋の門」主題歌。
  - 2枚目のシングル。

## ミュージシャン
- 山口隆：Vocal, Chorus, Electric Guitar, Acoustic Guitar, Triangle
- 近藤洋一：Bass, Chorus
- 木内泰史：Drums, Chorus, Shaker, Tambourine
- 村田陽一：Trombone, Horn Arrangement (#5.8.10)
- 西村浩二：Trumpet (#5.8.10)
- 山本拓夫：Sax (#5.8.10)
- 真城めぐみ（HICKSVILLE）：Super Chorus (#2.5.8.10)
- 伊藤寛 （WACK WACK RHYTHM BAND）：Organ, Clavinet (#1.2.5.10.11)
- 杉山オサム：Slide Guitar (#2)
- かまボイラー：Big Chorus (#1-6.9.10.11)
- 清水貞信 （かまボイラー）：Acoustic Guitar (#7)
- 爽遊 （ユウテラス）：Chorus & Chorus Arrangement (#12)
- 宮崎愛：Whisper Chorus (#9)